# Adolf Bernhard Marx
Pour les articles homonymes, voir Marx.
Adolf Bernhard Marx (né le 15 mai 1795 à Halle-sur-Saale et mort le 17 mai 1866 à Berlin) est un musicologue, théoricien de la musique et compositeur prussien.

## Biographie
Adolf Bernhard Marx, après le droit, suit des cours de musique dans sa ville natale avec Daniel Gottlob Türk puis à Berlin avec Carl Friedrich Zelter. En 1827, il obtient son doctorat de l'Université de Marbourg et en 1830 devient professeur de musique à l'Université Frédéric-Guillaume de Berlin et en 1832 directeur musical de l'université.
En 1844, il côtoie Franz Commer (de), le gardien du département de musique de la Bibliothèque royale, et Otto Lange, critique musical de la Vossische Zeitung, membre fondateur du Berliner Tonkünstlerverein, la première association professionnelle de Tonkünstler sur les états allemands. En 1850, avec Julius Stern et Theodor Kullak, il est l'un des fondateurs du Conservatoire Stern, où il enseigne la composition jusqu'en 1856. L'un de ses étudiants est Nikolai Ivanovich Zaremba.
Marx acquit une réputation principalement en tant qu'auteur musicologique, en tant qu'auteur d'une biographie de Beethoven, du livre Gluck et l'opéra, et en tant qu'éditeur des œuvres de Haendel et Bach. Une contribution fondamentale à la théorie de la musique sont ses définitions de la forme de phrase des sonates (principales) et de ses composants (La théorie de la composition musicale).
En 1824, il fonde le Berliner Allgemeine Musikalische Zeitung, qu'il publie jusqu'en 1830. Dès 1829, il soutient l'interprétation de la Passion selon saint Matthieu de Felix Mendelssohn Bartholdy avec l'académie de chant de Berlin et préconise avec véhémence l'œuvre tardive de Beethoven, qui à l'époque est considérée comme confuse et injouable.
Adolf Bernhard Marx décède à Berlin en 1866, deux jours seulement après ses 71 ans, et a été enterré dans l'ancien cimetière Saint-Matthieu à Schöneberg. Au cours du nivellement du cimetière effectué par les nationaux-socialistes en 1938/1939, ses restes sont enterrés de nouveau dans une fosse collective du cimetière sud-ouest de Stahnsdorf près de Berlin.

### Famille
Marx épouse à Dessau en 1838 Marie Therese Cohn (née en 1820 à Dessau), une fille du marchand local Salomon Cohn de son mariage avec Fanny Cohn, née Schönig. Elle est une élève de Friedrich Schneider et devient plus tard un auteur.  Adolf Bernhard et Thérèse Marx ont un fils et trois filles.

## Œuvres musicales
Ses propres compositions ont peu de succès. Il faut mentionner l'oratorio Jean-Baptiste et l'oratorio Moïse, joué à Breslau le 2 décembre 1841 sous la direction de Johann Theodor Mosewius (de). Il est repris le 14 novembre 2009 par l'académie de chant de Berlin dans l'église Gethsémané de Berlin-Prenzlauer Berg et le 9 novembre 2019 par le chœur Gewandhaus (de) sous la direction de Gregor Meyer (de) à Leipzig. Il convient également de mentionner une cantate, le Singspiel Jery und Bätely basé sur un texte de Goethe, un livre de choral pour orgue ainsi que des chansons, des chœurs et des œuvres pour piano.

## Travaux
- Die Kunst des Gesanges, theoretisch-praktisch. Schlesinger, Berlin 1826, (Digitalisat).
- Ueber die Geltung Händelscher Sologesänge für unsere Zeit. Ein Nachtrag zu der Kunst des Gesanges. Schlesinger, Berlin 1828, (Digitalisat).
- Ueber Malerei in der Tonkunst. Ein Maigruß an die Kunstphilosophen. Finck, Berlin 1828, (Digitalisat).
- Johann Sebastian Bach: Große Passionsmusik nach dem Evangelium Matthaei. (BWV 244), vollständiger Klavierauszug von Adolph Bernhard Marx. Schlesinger, Berlin 1830, 190 gest. S. qu-fol. (Digitalisat, Stadtbibliothek (Lübeck)).
- Die alte Musiklehre im Streit mit unserer Zeit. Breitkopf und Härtel, Leipzig 1841, ((Digitalisat)).
- Lehre von der musikalischen Komposition. 4 Bände. Breitkopf und Härtel, Leipzig 1837–1847.
- Allgemeine Musiklehre. Ein Hülfsbuch für Lehrer und Lernende in jedem Zweige musikalischer Unterweisung. Breitkopf und Härtel, Leipzig 1839, (Digitalisat).
- Die Musik des neunzehnten Jahrhunderts und ihre Pflege. Methode der Musik. Breitkopf und Härtel, Leipzig 1855, (Digitalisat).
- Ludwig van Beethoven. Leben und Schaffen. 2 Bände. Janke, Berlin 1859, (Digitalisat Bd. 1; Digitalisat Bd. 2; Nachdruck: 2 Bände in 1 Band. Olms, Olms, Hildesheim 1979,  (ISBN 3-487-06720-X).
- Anleitung zum Vortrag Beethovenscher Klavierwerke. Janke, Berlin 1863, (Digitalisat).
- Gluck und die Oper. 2 Bände. Janke, Berlin 1863, (Digitalisat Bd. 1; Digitalisat Bd. 2; Nachdruck: Olms, Hildesheim 1980,  (ISBN 3-487-07035-9)).
- Erinnerungen. Aus meinem Leben. 2 Bände. Janke, Berlin 1865, (Digitalisat Bd. 1; Digitalisat Bd. 2).
- Das Ideal und die Gegenwart. Costenoble, Jena 1867, (Digitalisat).

## Correspondance
- Klaus Martin Kopitz, Eva Katharina Klein, Thomas Synofzik (Hrsg.): Briefwechsel Robert und Clara Schumanns mit Korrespondenten in Berlin 1832 bis 1883 (= Schumann-Briefedition. Serie 2: Briefwechsel mit Freunden und Künstlerkollegen. Bd. 17). Dohr, Köln 2015,  (ISBN 978-3-86846-028-5), S. 405–435.